# Bitwa koło przylądka Aktion
Bitwa koło przylądka Aktion miała miejsce w roku 435 p.n.e. w trakcie wojny Koryntu z Korkyrą, konfliktu, który był jedną z bezpośrednich przyczyn wybuchu II wojny peloponeskiej. 

## Geneza konfliktu
W piątej i czwartej dekadzie V w. p.n.e. miasto Epidamnos, kolonia Korkyry, miało problemy gospodarcze, związane m.in. z atakami Ilirów. W 437 r. p.n.e. nastąpił w nim demokratyczny przewrót, który obalił dotychczas rządzącą oligarchię. Demokraci zwrócili się z prośbą o pomoc do kolonii-matki, Korkyry, która sama była demokracją, ale ich prośba została odrzucona, albowiem Korkyrejczycy byli zanadto związani interesami z dotychczas rządzącymi oligarchami, którzy zresztą schronili się w mieście-matce. Epidamnojczycy, po zasięgnięciu opinii wyroczni delfijskiej, zwrócili się więc do Koryntu. Był to krok dość nietypowy ze względu na tradycyjną lojalność między koloniami a miastami założycielskimi, lecz Korynt był miastem założycielskim Korkyry, a więc „prazałożycielem” Epidamnos (oraz, także nietypowo, znajdował się w ciągłym konflikcie ze swą kolonią Korkyrą). Korynt od razu wysłał do Epidamnos posiłki, w postaci żołnierzy i nowych osadników.
Korkyra uznała to za ingerencję w jej wewnętrzne sprawy i wysłała do Epidamnos flotę 25 trier, żądając przywrócenia dawnych władców, a gdy ich żądania zostały odrzucone, zablokowali miasto flotą 40 jednostek, zaś od strony lądu – najemnymi  oddziałami ilyryjskimi. Korynt zareagował mobilizując swoją flotę (30 trier) oraz sojuszników: 10 okrętów przysłało Leukas, Megara i Ambrakia po  8, Epidaurus – pięć, Kefalinia – cztery, a inni sojusznicy dostarczyli po 1–2 okręty i wsparli operację finansowo. Aczkolwiek Korkyra posiadała silną flotę (jedynie ateńska była liczniejsza), chcieli uniknąć wojny z tak znaczną koalicją, więc zaproponowali (przy udziale m.in. posłów ze Sparty) arbitraż przez wyrocznię delfijską, lub neutralne miasto peloponeskie, by rozstrzygnąć czyją właściwie kolonią jest Epidamnos.
Korynt uzależnił mediację od zdjęcia oblężenia z Epidamnos – na co Korkyra się zgodziła, pod warunkiem wycofania z tego miasta korynckich posiłków i kolonistów. Ten z kolei warunek odrzucił Korynt, wysyłając na odsiecz flotę 75 trier (według Diodora tylko 70) i 2000 hoplitów. Na spotkanie im wyszła flota korkyrejska w sile 80 trier (pozostałych 40 wciąż blokowało Epidamnos).

## Miejsce starcia
Miejsce starcia nie jest do końca jasne. G. Lach mówi o „bitwie koło Aktion”, nie precyzując lokalizacji. J.F. Lazenby posługuje się nazwą „bitwa koło Lefkimi”, zaznaczając, że są dwie możliwe lokalizacje tego przylądka (w obu przypadkach chodzi o południowy koniec Korfu). P. Green wskazując na różnice między tekstami Tukidydesa i Diodora, zwraca uwagę, że przylądek Aktion położony był na kontynencie, po przeciwnej stronie cieśniny względem Lefkimi i że choć jego dokładne położenie nie jest jasne, w żadnym wypadku nie należy go mylić ze znajdującym się dużo dalej na południe, sławnym z innej bitwy przylądkiem Akcjum. W obydwu przypadkach starcie miałoby miejsce u południowego wlotu Cieśniny Korfu, będącej najkrótszą drogą do Epidamnos. Utożsamienie więc Aktion z Akcjum, należy uznać za pomyłkę.

## Przebieg bitwy i jej skutki
Opisy zgodne są jednak co do tego, że flota koryncka poniosła klęskę, tracąc 15 okrętów i wielu jeńców. Epidamnos poddało się tego samego dnia. Koryntczycy zostali zatrzymani jako zakładnicy, jeńcy pochodzący z innych miast – wymordowani lub sprzedani w niewolę. Po bitwie Korkyrejczycy rozpoczęli plądrowanie wybrzeży sojuszników Koryntu lub doszło do pata, w którym obie floty i armie pozostawały w gotowości (jedna na Korfu, druga koło Aktion, na kontynencie), w zależności od tego, czy przyjąć wersją Diodora czy Tukidydesa.
Niewątpliwym jednak skutkiem był dalszy wzrost napięcia między Korkyrą i Koryntem. Po klęsce Korynt zwrócił się o pomoc do Sparty, która jednak odmówiła pomocy, Korkyra natomiast związała się sojuszem obronnym z Atenami, co ostatecznie doprowadziło do kolejnej bitwy – koło Sybotów, uznawanej za pierwszą batalię wojny peloponeskiej.